# Schloss Schönborn (Geisenheim)

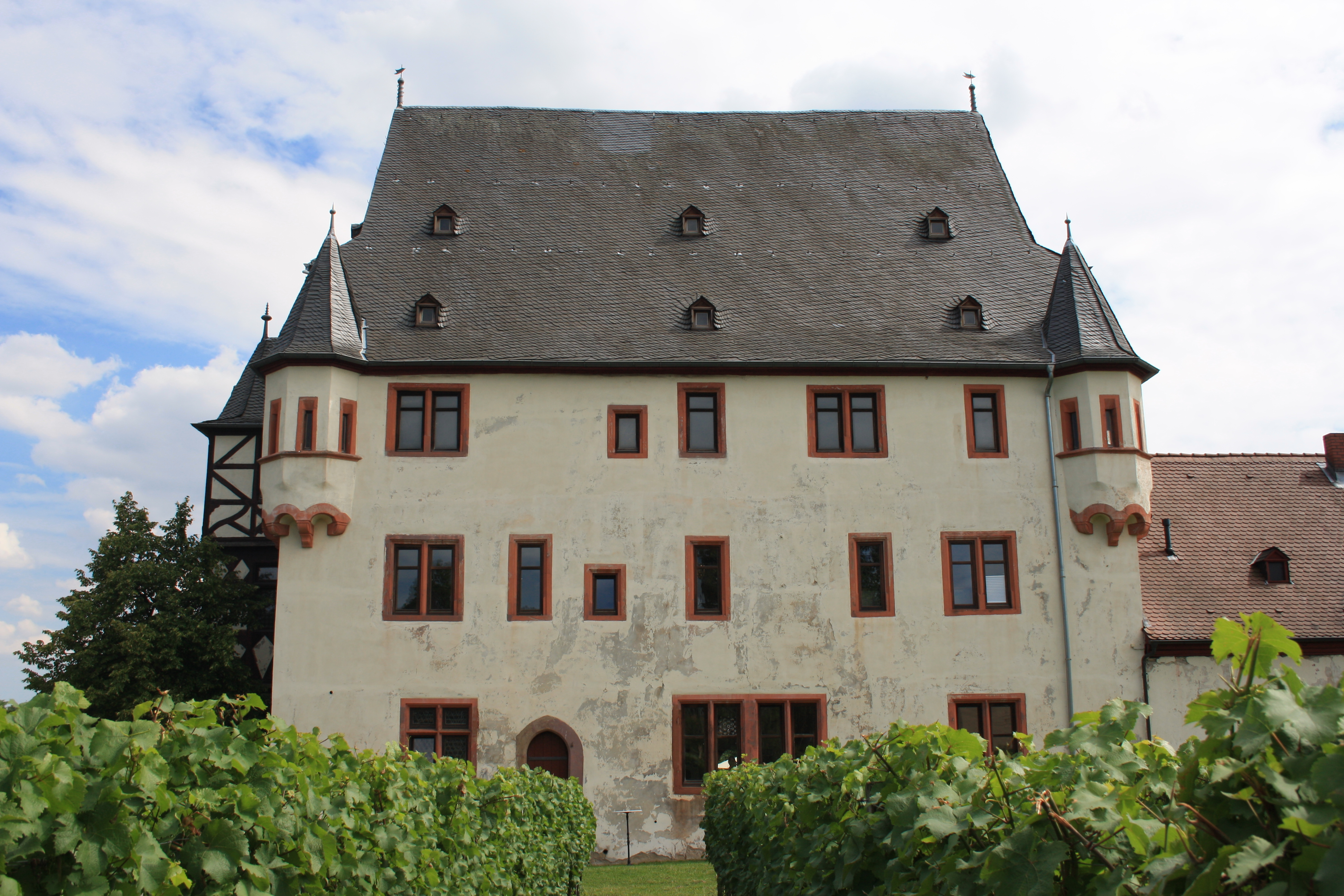
Schloss Schönborn

Schloss Schönborn (ehemaliger Stockheimer Hof) ist ein Renaissance-Adelshof aus der Mitte des 16. Jahrhunderts in Geisenheim im Rheingau.

## Geschichte
Das Geisenheimer Adelsgeschlecht von Stockheim ließ den Hof 1550 errichten. Welcher Herr von Stockheim genau das Herrenhaus errichtet hat, ist nicht sicher geklärt. Vermutlich war der Bauherr Hermann von Stockheim. Nicht auszuschließen wäre der Rheingauer Viztum Friedrich von Stockheim, der aber vorwiegend in Eltville lebte, wo auch seine Ehefrau Agnes von Koppenstein begraben ist. Dennoch ist von ihm bekannt,  dass er ein Haus in Geisenheim gehabt hat, und das Baujahr wäre noch im Bereich seiner letzten Lebensjahre, doch wird vermutet, dass es sich dabei um den Zwierleinshof gehandelt hat. Am und im Gebäude ist mehrfach das Wappen derer von Stockheim angebracht. Eine gewisse überregionale Bedeutung erlangte der Stockheimer Hof 1646, als hier Vorverhandlungen zum Westfälischen Frieden stattfanden. Philipp Erwein von Schönborn, der Bruder des Mainzer Erzbischofs Johann Philipp von Schönborn, erwarb das Gut 1652, das sich immer noch im Besitz der Grafen von Schönborn-Wiesentheid befindet.

## Beschreibung
Das rechteckige, dreistöckige Gebäude mit steilem, verschiefertem Satteldach und sehr steilen, gebrochenen Walmen besitzt auf der Südostseite einen polygonalen Treppenturm mit Spitzhelm in der Fassadenmitte und auf der nordöstlichen Giebelseite einen angebauten Standerker. Der Bau ist ein typisches Beispiel für den an Mittelrhein und Main vorkommenden, aus spätgotischer Form in die Renaissance überführten Typus des offenen Herrenhauses. Weitere Höfe ähnlichen Typus besaß die Familie Stockheim in Eltville am Rhein (heute Sitz des Weinguts Langwerth von Simmern) sowie den Stockheimer Hof in Idstein.
Der hölzerne Innenausstattung wurde im 19. Jahrhundert weitgehend historisierend erneuert, dennoch haben sich viele Reste vergangener Epochen erhalten. Der Frankfurter Architekt Heinrich Theodor Schmidt setzte 1875 am an der Nordostseite angebauten Erker auf den steinernen Sockelbau zwei Fachwerkobergeschosse in historisierender Renaissanceform auf. Dabei wurde auch eine zwischenzeitlich eingebaute Hauskapelle entfernt. Alle vier Ecken tragen im zweiten Obergeschoss kleine, auf Konsolen und Rundbögen vorkragende Türmchen mit Spitzhelm. Diese Ecktürmchen wurden 1875 erneuert. 
Um das Anwesen liegt ein Clos, ein ummauerter Weinberg.